# Уфалейски хребет
Уфалѐйският хребет (на руски: Уфалейский хребет) е нископланински хребет в най-южната част на Среден Урал, разположен в крайната южна част на Свердловска област и в крайната северна част на Челябинска област в Русия.
Простира се на протежение от 90 km в района на горните течения на реките Чусовая (ляв приток на Кама) и Уфа (десен приток на Белая от басейна на Кама). Максимална височина връх Берьозовая 609 m. Изграден е от кварцити, гнайси и метаморфни шисти. Покрит е със смесени борово-брезови гори. В северното му подножие е разположено Дегтярското меднорудно находище.